# 回忆录
回憶錄（memoir，源自法語「mémoire」及拉丁語「memoria」，意指「記憶」或「回想」），是一種具有歷史及文學性質、由記憶匯集而成的文學作品。
該種作品通常以第一人稱敘述書寫，且是由對於某個事件或主題的自身經歷構成，同時也可能加入一些虛構內容，但一般不會影響其真實性。

## 參看
- 集體回憶
- 自傳